# Carl Johan Kayser
Carl Johan Henrik Kayser, född 20 december 1811 i Köpenhamn, död där 28 augusti 1870, var en dansk läkare, statistiker, nationalekonom och politiker.

## Kayser som läkare
Kayser dimitterades 1828 från det von Westenske Institut, tog 1834 först kirurgisk, därpå medicinsk examen, var under de följande åren medicinsk kandidat på Frederiks Hospital och företog 1836–1839 en studieresa till Tyskland, Schweiz och Frankrike med långt uppehåll i Paris, där han fängslades av den nya exakta medicinska vetenskapen och studerade samtliga egentliga medicinska discipliner och statistik, ett ämne som fått stor betydelse för läkarvetenskapen i Paris. Hemkommen verkade han energiskt för att reformera den stagnerande danska läkarvetenskapen i fransk anda och grundade redan 1839 tillsammans med en kollega "Ugeskrift for Læger" som "kamporgan" för de nya vetenskapliga idéerna. År 1840 tog han licentiat-, vid kröningsfesten 1841 doktorgraden på två avhandlingar inom obstetrik; samtidigt utgav han den franska författaren Gavarets verk om lagarna för statistikens användning i medicinen i dansk översättning och lade därvid grunden till "den numeriska metodens" användning också i dansk läkarvetenskap. Efter att 1841 ha blivit medlem av det Kongl. Medicinske Selskab och distriktsläkare i Köpenhamn hedrades han året därpå med val till preses i det nya reformatoriska läkarsällskapet "Filiatrien" och utnämndes samtidigt till underackuschör och förste underläkare vid barnbördshuset och vårdhemmet för späda barn, vilken post han år 1843 utbytte mot en motsvarande tjänst i kirurgi på Frederiks Hospital, samtidigt som han avgick från redaktionen av "Ugeskrift for Læger". Han inriktade sig nu på lärarverksamhet vid universitetet och då ett lektorat i kirurgisk patologi 1843, deltog han i den föreskrivna tävlingen, men misslyckades vid det sista provet och drog sig därför frivilligt tillbaka.
Därefter ägnade han stort intresse åt statistiska arbeten, såväl på den medicinska som den allmänna statistikens område. Stor uppmärksamhet väckte hans 1845 utgivna skrift Den kongl. Fødselsstiftelse i Kjøbenhavn och den der herskende ondartede Barselfeber; vilket gav stöd till Fødselsstiftelsens kommande omorganisation och ombyggnad, något som dock ej hejdade barnsängsfeberepidemierna. I övrigt verkade han, efter att 1845 ha lämnat sin tjänst på Frederiks Hospital, som praktiserande läkare i Köpenhamn. På sommaren 1845 reste han på offentligt uppdrag till Nordgrönland (Diskobugten) för att undersöka en vid kolonin Jacobshavn grasserande epidemisk sjukdom. År 1848 utnämndes han till stiftsläkare för Fyn, men blev redan samma år extraordinarie professor i statistik och statsekonomi vid universitetet (ordinarie 1850), och därmed lämnade han definitivt läkarbanan, om än inte läkarvetenskapen, då hans omfattande statistiska studier och arbeten under de följande åren delvis behandlade medicinsk statistik. Han ägnade sig också åt politisk verksamhet, tills en obotlig tilltagande hjärnsjukdom gjorde honom efterhand psykiskt och fysiskt invalid. Redan 1865 var han tvungen att lämna sin tjänst vid universitetet, men avled först 1870. Han var ogift.

## Kayser som statistiker och nationalekonom
Kaysers ungdom inföll i en tid, då statistiken var började komma på mode; runt om i världen blomstrade den officiella statistiken upp, och överraskande fenomen drogs fram och användes inte sällan till tämligen förhastade slutsatser om lagar, som skulle behärska hela samhället med samma nödvändighet som naturlagarna. Det var särskilt Adolphe Quételet, som presenterade dessa idéer med stor vältalighet och en aldrig sviktande tro på sina teorier. Det var inte så märkligt, att dessa studier lockade Kayser, som genom den medicinska statistiken övergick från sitt ursprungliga fack till statistik och andra samhällsvetenskaper. År 1840 utgav han en översättning av en fransk bok, Gavarets Om lovene for statistikkens anvendelse i medicinen. Dessa studier fortsatte han under de följande åren. I "Det kongl. medicinske selskabs skrifter" ny række I (1848), som skulle påbörja en ny era i den medicinska statistiken, hör två avhandlingar av Kayser. (Om maanedernes och aarstidernes indflydelse paa dødeligheden och Om fødselsforholdene i Danmark). Med särskilt intresse kastade han sig över "moralstatistik" och bearbetade för den statistiska kommissionen självmords- och kriminalstatistiken (i 11:e och 13:e häftena av «Statistisk Tabelværk», bägge från 1847). I dessa såväl som andra arbeten, beräknade på en större krets, som en rad artiklar om självmord i "Dansk Folkeblad" för 1846 – som bland annat innehåller en intressant rad brev från självmördare – behandlade han sitt stoff med stor nykterhet, utan att låta sig frestas till förhastade slutsatser. 
Kayser författade även en bok om nationalekonomi: Om arbejdets ordning (1857; andra upplagan 1865). Detta verk presenterar inga nya idéer; ståndpunkten är närmast den samtida franska och engelska nationalekonomin; men i den danska nationalekonomiska litteraturen fyllde den ett tomrum; den skrevs med stor kärlek till ämnet, på ett lugnt och behärskat språk, och på goda grunder kom den till stor användning. På grund av sitt tidigt försvagade hälsa kunde han inte skriva något annat större nationalekonomiskt arbete.

## Kayser som politiker
I den umgängeskrets, där Kayser rörde sig, drogs efter 1848 så många framträdande och begåvade personer till politiken, att det var ganska naturligt, att också han, vars statistiska och nationalekonomiska studier låg politiken så nära, kände lust till detta. Det var dock först, efter att han i några år hade verkat som professor vid universitetet, som han gjorde allvar därav. Den 4 augusti 1852 ställde han upp och invaldes i Köpenhamns amts andra valkrets (Lyngby). Folketinget upplöstes 13 januari 1853 som följd av en omröstning, vars indirekta följd var ett förkastande av regeringens förslag om tullgränsens flyttning. Arvs- och tullfrågorna hade framkallat en stark motsättning mellan den av Christian Albrecht Bluhme ledda regeringen ("Januariministären") och majoriteten i de båda tingen, och en lidelsefull agitation fördes från bägge sidor. Bondevennerne hade slutit en allians med regeringen mot De Nationalliberale, och Anton Frederik Tscherning, som gick i spetsen, förklarade att målsättningen vid de nya valen var att om möjligt få bort samtliga 50 folketingsmän, som hade röstat mot regeringen. Han lämnade därför sin säkra valkrets i Holbæk amts andra valkrets och ställde sig mot Kayser, som var en av de 50.
Valrörelsen i Lyngby fördes med stark intensitet och följdes med stort intresse. Den slutade med, att Kayser valdes med 689 röster mot 506 på Tscherning. Efter att Folketinget åter upplösts i april 1853 omvaldes Kayser 27 maj, men vid valen efter upplösningen i oktober 1854 avlöstes han i Lyngby av godsägaren Anthon Aron David till Rungstedlund, och sedan deltog han åter 1861-64 i det aktiva politiska livet i Folketinget som representant för andra kretsen i Köpenhamn, medan han 1858 valdes av landstinget till statsrevisor.
Kayser hade inte någon framträdande roll i De nationalliberale, som han följde i allt väsentligt, men han var en av de solida, kunniga och arbetsamma män, som utgjorde kärnan i Folketinget och i hög grad till den snabba och säkra lagstiftningen, som kännetecknade Rigsdagens första år. Så länge han satt i Folketinget, var han ordförande för finansutskottet, vilket var Folketingets tyngsta uppdrag.

## Utmärkelser
- Riddare av Dannebrogorden,  1859[2]

[Redigera Wikidata]